# 1953 في الكويت
تحتوي هذه المقالة على أهم الأحداث التي شهدتها الكويت في 1953، إضافة إلى أهم الشخصيات الكويت التي وُلدت أو تُوفيت في هذه السنة.

## أحداث
- أول محطة لتكرير المياه.[1]

## مواليد
- أحمد الكليب – سياسي كويتي
- ابتسام حسين
- بدر الطيار
- بدر الغريب
- جاسم يعقوب
- سعد شرار
- سليمان الملا
- سمير القلاف
- شفيق الغبرا
- صالح الحمر
- صالح عاشور  – سياسي كويتي
- صباح خالد الحمد الصباح
- 15 نوفمبر – طارق السويدان --– ( 1953) باحث وكاتب، وداعية إسلامي، ومؤرخ، وإعلامي، ومدرب في الإدارة والقيادة. اشتهر ببرامجه التلفزيونية التي تتناول التاريخ الإسلامي والفكر وتنمية القدرات والأداء والقيادة، وأحد المناصرين لجماعة الاخوان المسلمين. كان مديراً لقناة الرسالة حتى أقاله الوليد بن طلال بسبب معارضته للانقلاب العسكري في مصر وتأييده للإخوان المسلمين.[2][3]
- عبد الرحمن العقل
- عبد اللطيف عباس
- عبد الله معيوف
- علي سلطان
- فاطمة يوسف العلي
- فوزي إبراهيم
- فوزية الدريع
- محمد الزنكوي
- محمد عبد الغفار الشريف
- محمد عبد الله (مدرب كرة قدم)
- يعقوب يوسف النجم